# Hattie Hayridge
Hattie Hayridge (właśc. Harriet Hayridge, ur. 17 grudnia 1959 w hrabstwie Middlesex) – brytyjska artystka kabaretowa i aktorka, najbardziej znana z występów w serialu Czerwony karzeł. 
Jest absolwentką University of Sussex. Karierę zawodową rozpoczynała jako urzędniczka służby cywilnej. Zrezygnowała jednak z państwowej posady i zaczęła występować na scenach kabaretowych. Z czasem zaczęła pojawiać się także w telewizji. Największą popularność przyniósł jej udział w serialu Czerwony karzeł. Po raz pierwszy pojawiła się w nim gościnnie w serii 2. Po odejściu z produkcji Normana Lovetta przejęła jego rolę (grany przez niego męski awatar pokładowego superkomputera został zastąpiony kobiecym) i od serii trzeciej do piątej pozostawała w stałej obsadzie serialu.

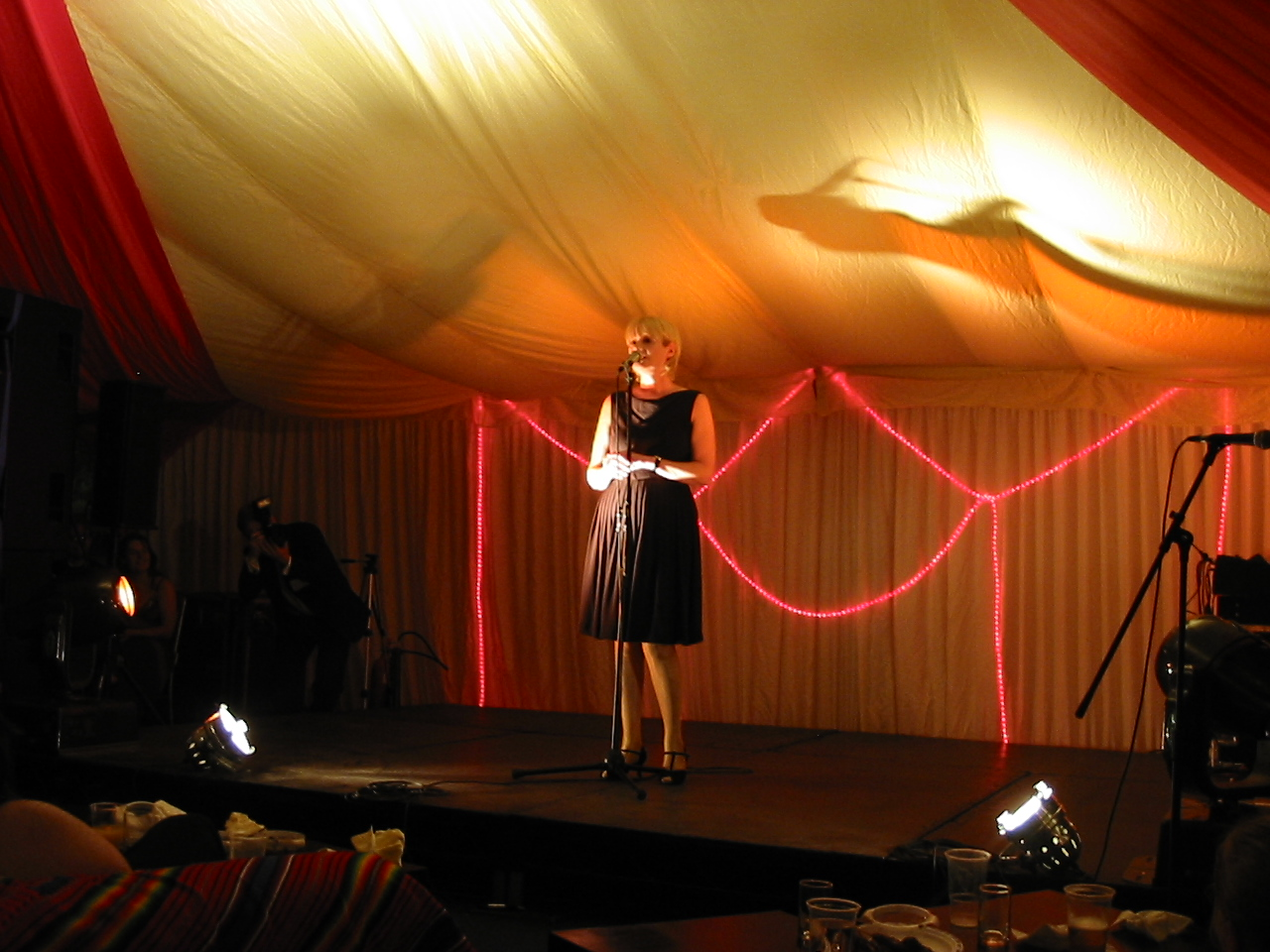
Hayridge podczas występu w 2005 roku